# Compendium of Chemical Terminology
Compendium of Chemical Terminology (Compêndio de Terminologia Química, ISBN 0-86542-684-8), é um livro publicado pela IUPAC que contém as definições internacionalmente aceitas de termos químicos. A primeira edição foi iniciada por Victor Gold, daí o nome informal de Gold Book.
A primeira edição foi publicada em 1987 e a segunda, editada por A. D. McNaught e A. Wilkinson, foi publicada em 1997. Uma versão do "Gold Book" está disponível na internet e é de acesso livre.